# Drycothaea truncatipennis
Drycothaea truncatipennis är en skalbaggsart som beskrevs av Tavakilian 1997. Drycothaea truncatipennis ingår i släktet Drycothaea och familjen långhorningar. Inga underarter finns listade i Catalogue of Life.